# Țigaretă
Țigareta (din germană zigarette) este un tub mic cilindric făcut dintr-o hârtie foarte fină umplută cu tutun tăiat mărunt, folosită ca obiect de fumat. Țigareta este aprinsă la un capăt, iar din celălalt capăt, pus între buze, se inhalează fumul în piept. Majoritatea țigaretelor moderne sunt cu filtru și sunt compuse din tutun și alți aditivi.
Țigaretele pot cauza serioase riscuri pentru sănătate. Nicotina, o substanță chimică primară psihoactivă, prezentă în țigarete, creează dependență. Aproape jumătate din fumătorii de țigarete mor de boli cauzate fumat și au o viață mai scurtă cu 14 ani în medie.
Țigările cu filtru au apărut pentru prima dată în anii 1950 și au devenit populare în deceniile următoare. Acestea au fost create ca o alternativa mai sigură la tigările tradiționale, care nu aveau niciun sistem de filtrare și erau considerate mult mai nocive pentru sănătate.

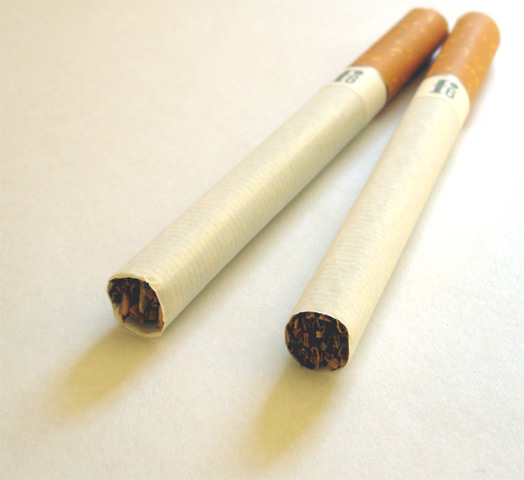
Două țigarete cu filtru

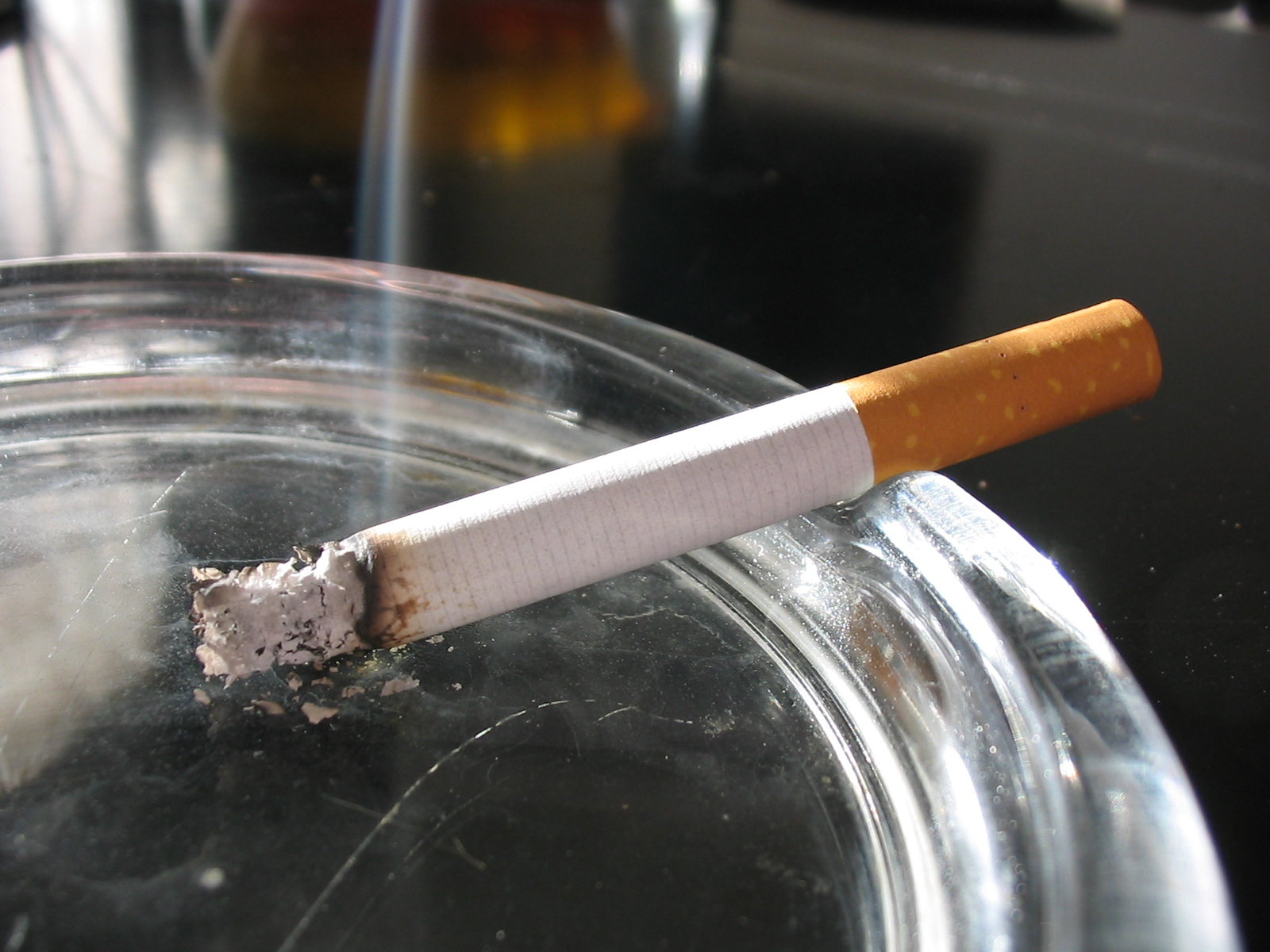
O țigară fabricată industrial, arzând într-o scrumieră.

## Preț
| Țara/Teritoriu    | $USD/pachet (20 ț.) | €/pachet (20 ț.) | Valută locală/pachet (20 ț.) | Data prețului | Surse                                             |
| ----------------- | ------------------- | ---------------- | ---------------------------- | ------------- | ------------------------------------------------- |
| Irlanda           | 11.60               | 9.10             | €9.10                        | 2012-07-16    |                                                   |
| Regatul Unit      | 12                  | 9.40             | £7.50                        | 2012-03-21    |                                                   |
| Noua Zeelandă     | 13.13               | 10.10            | NZ$16                        | 2013-01-01    |                                                   |
| Polonia           | 4.75                | 3.70             | 15.50 PLN                    | 2013-05-18    |                                                   |
| SUA (New York)    | 12.50               | 9.80             | $12.50                       | 2012-06-26    | Arhivat în 13 noiembrie 2013, la Wayback Machine. |
| SUA (Virginia)    | 4.60                | 3.50             | $4.56                        | 2013-04-11    | Arhivat în 5 noiembrie 2017, la Wayback Machine.  |
| Australia         | 13.50               | 10.50            | A$16 (A$20/ 25 pack)         | 2014-01-12    | Arhivat în 13 octombrie 2013, la Wayback Machine. |
| Norvegia          | 15.50               | 12.20            | NOK90                        | 2012-05-12    |                                                   |
| Singapore         | 8.60                | 6.60             | $11.20                       | 2012-12-27    |                                                   |
| Malaysia          | 3.70                | 2.81             | 12.00 RM                     | 2012-12-27    |                                                   |
| Africa de Sud     | 3.11                | 2.33             | R31.00                       | 2013-06-14    |                                                   |
| Canada (Manitoba) | 10.75               | 7.92             | C$11.20 ($14/25 pack)        |               |                                                   |
| Indonezia         | 1.31                | 0.96             | Rp 16.000                    | 2014-01-03    |                                                   |

## Consum
|                           | Procent de fumători | Procent de fumători |
| Regiune                   | Bărbați             | Femei               |
| ------------------------- | ------------------- | ------------------- |
| Africa                    | 29%                 | 4%                  |
| SUA                       | 35%                 | 22%                 |
| Zona Mediteraneană de est | 35%                 | 4%                  |
| Europa                    | 46%                 | 26%                 |
| Asia de Sud-Est           | 44%                 | 4%                  |
| Pacificul de vest         | 60%                 | 8%                  |

Sursa: World Health Organization estimates, 2000
| Țara      | Populația (milioane) | Țigarete consumate (miliarde) | Țigarete consumate (per capita) |
| --------- | -------------------- | ----------------------------- | ------------------------------- |
| China     | 1.248                | 1.643                         | 1.320                           |
| SUA       | 270                  | 451                           | 1.670                           |
| Japonia   | 126                  | 328                           | 2.600                           |
| Rusia     | 146                  | 258                           | 1.760                           |
| Indonezia | 200                  | 215                           | 1.070                           |

## Branduri notabile de țigarete
- 520
- 555
- Ashford
- Army Club
- Basic
- Benson & Hedges
- Camel
- Capri
- Chesterfield
- Davidoff
- Dunhill
- Djarum
- Doral
- du Maurier
- Eclipse
- Eve
- Export A
- Fatima
- Fortuna
- Gauloises
- Gold Flake
- Gold Leaf
- John Silver
- Kyriazi freres
- Kent
- Kool
- Lambert and Butler
- L&M
- Lark
- Level
- Lucky Strike
- Marlboro
- Max
- Mayfair
- Merit
- Mild Seven
- More
- Nat Sherman
- Natural American Spirit
- Newport
- Next
- Nil
- Old Gold
- Pall Mall
- Parliament
- Perilly's
- Peter Stuyvesant
- Philip Morris
- Pyramid
- Player's
- Prince
- Salem
- Sampoerna
- Seneca
- Smokin Joes
- Sobranie
- Tareyton
- Vantage
- Viceroy
- Virginia Slims
- Woodbine
- Winfield
- Winston